# Stankovce (Glogovac)
Pour l’article homonyme, voir Stankovce.
Sankoc en albanais et Stankovce en serbe latin (en serbe cyrillique : Станковце) est une localité du Kosovo située dans la commune/municipalité de Gllogoc/Glogovac, district de Pristina (Kosovo) ou district de Kosovo (Serbie). Selon le recensement kosovar de 2011, elle compte 1 437 habitants, dont 1 436 Albanais.

## Démographie

### Évolution historique de la population dans la localité
| 1948 | 1953 | 1961 | 1971 | 1981  | 1991  | 2011  |
| ---- | ---- | ---- | ---- | ----- | ----- | ----- |
| 538  | 584  | 672  | 907  | 1 117 | 1 338 | 1 437 |

|  |